# 山根幸恵
山根 幸恵（やまね ゆきえ、1923年（大正12年）1月16日 - 2002年（平成14年）1月24日）は、日本の剣道家、教育者、鳥取県郷土史家。段位は剣道範士八段、居合道範士七段。雖井蛙流平法第16代宗家。

## 経歴
鳥取県出身。鳥取第一中学校（現鳥取西高校）時代に太田義人から剣道を学ぶ。
1940年（昭和15年）、大日本武徳会武道専門学校に進学。剣道を専攻し卒業する。
海軍兵学校教官時代に対銃剣術異種試合の技を中山博道から伝授された。
太平洋戦争後、教職を務める。全日本剣道選手権大会に4回出場。太田義人から雖井蛙流宗家を継承した。
鳥取西工業高校校長、鳥取県立博物館館長、鳥取県剣道連盟会長、全日本学校剣道連盟理事、全日本剣道連盟審議員を歴任。
鳥取県の郷土史に関する著書多数。

## 著作
- 『亀井朱印船私考』（1955年）
- 『鹿野城趾』（1955年）
- 『因幡二十士をめぐる鳥取藩幕末秘史』（1959年）
- 『因伯剣道史考』（1961年）
- 『鳥取城』（1966年）
- 『日本城郭全集 11』鳥取・島根・山口編（1967年）
- 『因幡紙をつくる人々』（1971年）
- 『因幡の鐔』（1975年）
- 『久松山の史跡と自然』（1976年）
- 『日本城郭大系 14』鳥取・島根・山口（1980年）
- 『鳥取藩剣道史』（1982年）
- 『久松山』（1983年）
- 『鳥取城 その歴史と構造』（1983年）
- 『槍術範士 松田秀彦』（1985年）
- 『鳥取城問答』（1992年）
- 『江戸時代 人づくり風土記31 鳥取』「亀井茲矩の朱印船貿易と産業振興」（1994年）
- 『井蛙語海』（1996年）原著上野忠親